# Distrito de Lienz
El distrito de Lienz es un distrito político del estado de Tirol (Austria). La capital del distrito es la ciudad de Lienz.

## Localidades con población (año 2018)
- Abfaltersbach 630
- Ainet 936
- Amlach 489
- Anras 1233
- Assling 1769
- Außervillgraten 760
- Dölsach 2338
- Gaimberg 822
- Heinfels 977
- Hopfgarten in Defereggen 704
- Innervillgraten 938
- Iselsberg-Stronach 596
- Kals am Großglockner 1142
- Kartitsch 803
- Lavant 320
- Leisach 729
- Lienz 11 844
- Matrei in Osttirol 4667
- Nikolsdorf 894
- Nußdorf-Debant 3325
- Oberlienz 1485
- Obertilliach 666
- Prägraten am Großvenediger 1149
- Schlaiten 474
- Sillian 2051
- St. Jakob in Defereggen 848
- St. Johann im Walde 285
- St. Veit in Defereggen 670
- Strassen 808
- Thurn 608
- Tristach 1437
- Untertilliach 237
- Virgen 2199

Es el único distrito en el llamado Tirol Oriental. El distrito limita al norte con la región de Pinzgau, al este con los distritos de Spittal an der Drau y de Hermagor, al sur con el Veneto (Italia) y al oeste con el Tirol del Sur (Italia).
En 1919, las provincias autónomas de Trento y Tirol del Sur fueron separadas del actual estado austriaco de Tirol en el Tratado de Saint-Germain-en-Laye (estas tres zonas conformaban el antiguo condado austro-húngaro del Tirol). Desde entonces, el Tirol Oriental está separado del Tirol del Norte por unos 5 km de frontera entre el estado federal del Salzburgo y el Tirol del Sur.
El Tirol Oriental fue la única zona del Tirol moderno que no fue ocupada por Francia tras la Segunda Guerra Mundial, sino que estuvo bajo ocupación inglesa.
Desde el punto de vista geográfico, el distrito comprende partes del valle de Pustertal, los valles de Iseltal, Defereggen, Virgental, Kalser Tal, y el valle tirolés de Gailtal. Entre las cadenas montañosas del distrito se encuentran parte de las Hohe Tauern con el Grupo Venediger y el  Grupo Glockner, los Alpes Defereggen, los  Dolomitas de Lienz, y los Alpes Karnisch.